# Црква брвнара у Миличиници
Црква брвнара у Миличиници општина Ваљево, подигнута у периоду од 1791. до 1794. године. Као једна од најзначајнијих дрвених цркава у Србији постала је узор многим сакралним грађевинама, како по градитељској  креацији тако и по конструктивно-просторном решењу тако и декоративној обради детаља.Црква брвнара представља непокретно културно добро као споменик културе од великог значаја.

## Историјат
Докази упућује на то да је храм у Миличиници подигнут на месту знатно старије цркве која је страдала 1726. године и била посвећена Светим апостолима Петру и Павлу. Цркву су градили градитељи Осаћани Игњата Петровића тачно годину дана и то од 23. августа 1791. до 23. августа 1792. године. После завршавања спољашњих радова још неколико грађевинских сезона трајали су додатни радови у њеној унутрашњости.
Из записа урезаног на источном довратнику јужних врата храма, темељ је постављен 1791. године, а као неимар помиње се Игњат Петровић. После овог успешно завршеног посла, основано је веровати да је дружина Игњата Петровића учествовала у градњи и многих других дрвених богомоља посебно оних подизаних у ваљевском крају.

## Изглед

### Архитектура
Брвнара има уобичајену основу са припратом, наосом, полукружном олтарском апсидом, галеријом изнад припрате и полукружни трем на западној страни. Колико се до сада зна, то је први дрвени храм на коме су неимари на конструкцији крова пратили заобљену шему основе. Стрми и заобљени кров на источној и западној страни постигнут је честим роговима који се из једне тачке у слемену спуштају попут лепезе формирајући облину. Кров је покривен кратком шиндром.
Храм је богат дуборезном декорацијом која је присутна на вратима, довратницима и надвратницима, као и на преградама које одвајају наос од олтара, као и наос и припрату. Богатство декорације, ако и прецизност израде како грађевине, тако и декорације, главне су вредности овог храма. Касетирана врата са розетама, или делови некадашњег иконостаса су примери за то. 

### Фрескодекорација
Престоне иконе које су део некадашњег иконостаса из година градње храма су дело неког од виђенијих уметника из Хаџи-Рувимове радионице. Поред ових у храму се чувају и неколико мањих икона Николе Апостоловића. 
Црквена порта
Јужно од брвнаре у порти је подигнута црква од тврдог материјала која је преузела улогу активног храма, док стара брванра више није у функцији.